# Bertus van Lier
Lambertus (Bertus) van Lier (født 10. september 1906 i Utrecht – død 14. februar 1972 i Roden, Holland) var en hollandsk komponist, dirigent og journalist.
Van Lier studerede komposition i Utrecht hos Willem Pijper, og direktion i Strasburg hos Herman Scherchen.
Han har komponeret fire symfonier, koncerter, balletter og klavermusik.

## Udvalgte værker
- Symfoni nr. 1 (1928) - for orkester
- Symfoni nr. 2 (1930) - for orkester
- Symfoni nr. 3 (i en sats) (1939 rev. 1945) - for orkester
- Symfoni (1954) - for orkester
- Fagotkoncert (1950) - for fagot og orkester
- "Koncertante" (1959) for obo, violin og orkester
- "Lille suite" (1935) - for violin og klaver
- Sonate "for en dukke" (1925) - for klaver